# 유로밀리언스

유로밀리언스 참가국
초기국 (2004년 2월)
추가국 (2004년 10월)

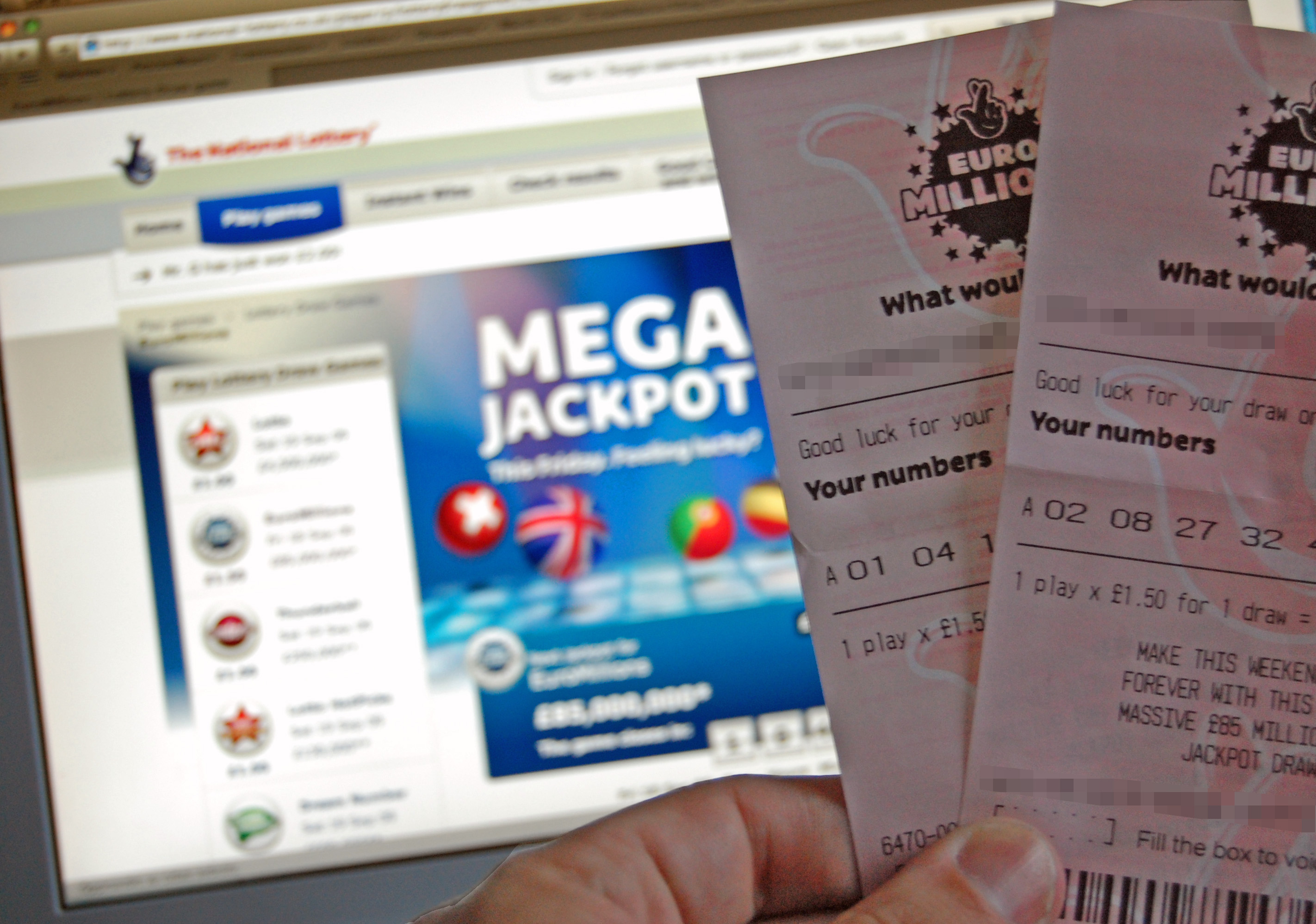
유로밀리언스 티켓

유로밀리언스(영어: EuroMillions)는 유럽의 숫자 선택식 복권이다.

## 역사
2004년 2월 7일 프랑세즈 데 죄(Française des Jeux)가 출시했다. 제1회 추첨회는 같은해 2월 13일 파리에서 열렸다. 처음에는 프랑스, 영국, 스페인 3개국에서만 판매되고 있었다. 이후 점차적으로 확대하여 현재는 유럽 9개국에서 발매되고 있다.

## 방식
메인 번호로 불리는 1에서 50까지의 숫자 중 5개와 럭키 스타 번호 1부터 11 중 2개를 마크 시트에 기입한다. 추첨은 매주 화요일과 금요일에 실시하여, 1등 당선자가 없을 경우 이월된다.